# Anna Bugge-Wicksell

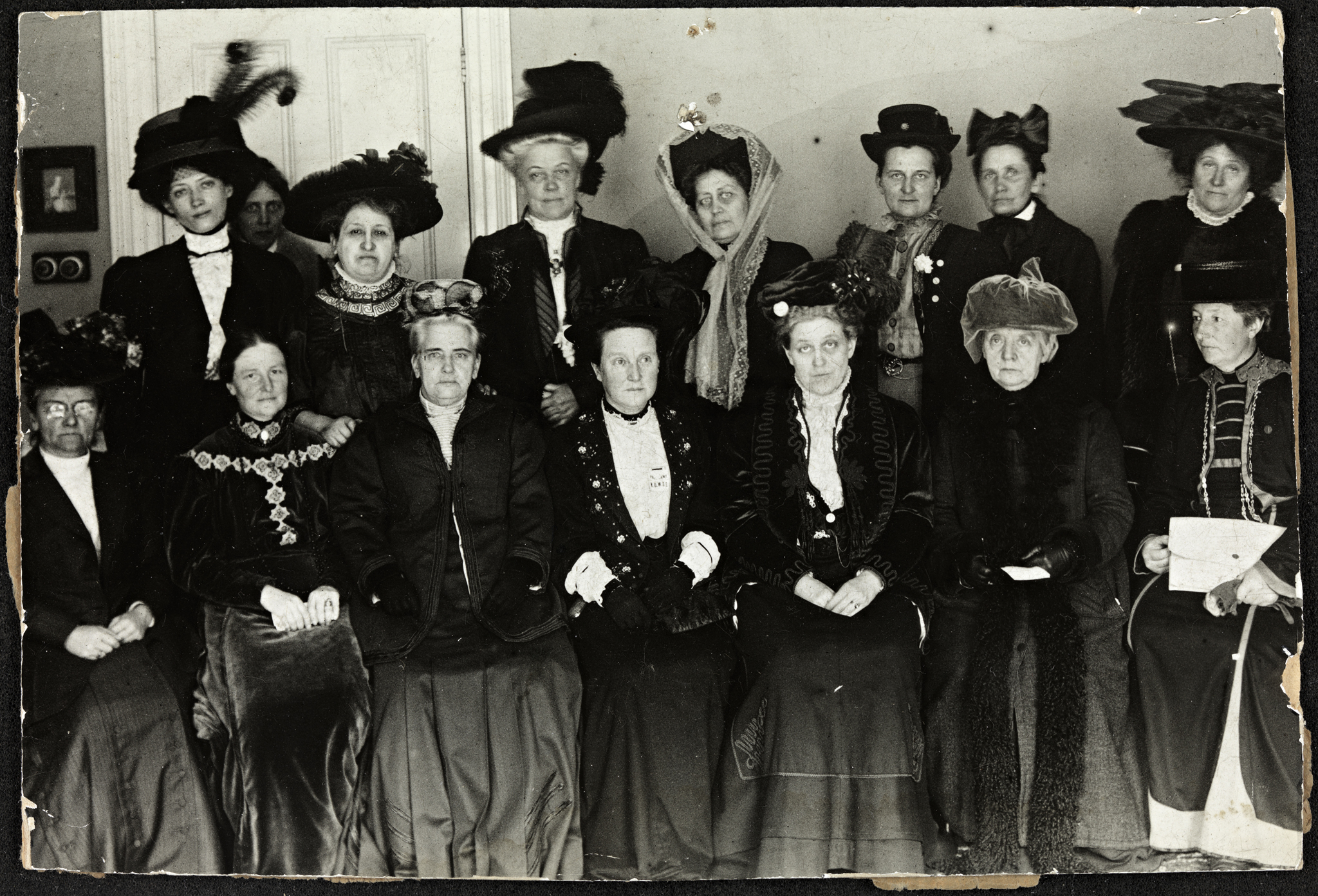
Anna Bugge-Wicksell (Andra från vänster i främre raden) vid Suffrage Alliance Congress, London 1909

Anna Margrethe Kristine Wicksell-Bugge, född 17 november 1862 i Egersund, död 1928 i Stockholm, var en norsk-svensk politiker, jurist, diplomat och feminist, verksam i både Norge och Sverige.  

## Biografi
Anna Bugge Wicksells ursprungliga namn var Anna Bugge och hon är känd under det namnet i Norge. Tilläggsnamnet "Wicksell" tog hon från sin relation med nationalekonomen Knut Wicksell. Bugge och Wicksell gifte sig inte och tillkännagav sitt samvetsäktenskap i en tidningsannons den 15 juli 1889 att de var "förenade", vilket väckte anstöt. Tillsammans fick de två barn, varav ett avled i ung ålder. De tog därtill in ett fosterbarn.

### Karriär
Anna Bugge Wicksell avlade filosofie kandidatexamen i Kristiania år 1886 och juris kandidatexamen vid Lunds universitet år 1911. 
År 1913 valdes hon in i Lunds stadsfullmäktige på en särskild kvinnolista. Hon var ledamot där fram till 1918 då hon flyttade till Mörby varpå hon blev ledamot i Danderyds stadsfullmäktige.
Anna Bugge Wicksell var framträdande i fredsrörelsen och kvinnorörelsen i såväl Norge och Sverige. I Norge var hon ordförande i Norsk Kvinnesaksforening 1888–1889. I Sverige var hon från 1898 aktiv i Sveriges Kvinnliga Fredsförening och från 1921 inom Svenska Kvinnors Medborgarförbund. Hon blev 1921 ordförande i Svenska kommittén för internationellt rösträttsarbete.
År 1920 utsågs Anna Bugge Wicksell till svensk delegat i det då nybildade Nationernas förbund. Hon var en av blott tre kvinnliga delegater i generalförsamlingen, alla från Skandinavien. År 1921 blev hon, som enda kvinna, utsedd till ledamot av förbundets mandatkommission.